# Zoltán Szécsi
Zoltán Szécsi (ur. 22 grudnia 1977 w Budapeszcie) – węgierski piłkarz wodny, zdobywca złotego medalu z drużyną na Letnich Igrzyskach Olimpijskich w Sydney, Letnich Igrzyskach Olimpijskich w Atenach i Letnich Igrzyskach Olimpijskich w Pekinie